# Día de la Canción Andina
El Día de la Canción Andina se celebra en el Perú el día 15 de junio, a partir del año 2006, por decreto del presidente Alejandro Toledo. Dentro de los considerandos del decreto se menciona que “la canción andina es la más genuina, ancestral, tradicional, y predominantemente anónima riqueza testimonial, que los pueblos andinos han legado a las generaciones”.
La elección del 15 de junio como “Día de la Canción Andina” obedece a que a partir de esa fecha los pueblos altoandinos, mediante sacrificios, ofrendas y ofrecimientos, inician en sus localidades las festividades en honor a la tierra y al Sol que se celebran hasta la llegada del Día del Campesino (24 de junio).
La canción andina posee diversidad, riqueza y variedad, por el espacio geográfico e histórico en que se ha venido desarrollando, describe el pensamiento y sentimiento de una gran nación conformada por herederos de grandes culturas, civilizaciones y un vasto imperio que encuentra en esta expresión musical el mejor vehículo de interconexión con el tiempo y el espacio. Allí están el huayno, la wifala, la kashua, el chuta chutay entre otras variedades. Si hablamos solamente del huayno está los tristes, alegres, con arpa, con guitarra, o con quena; no importa la forma sino el hecho de que mediante esta manifestación cultural que ha tenido que pasar por muchos embates (discriminación) nuestros pueblos del norte centro y sur se unan al compás de una misma melodía.
Esta debe ser reconocida y valorada por todos nosotros pues es parte fundamental de nuestra cultura.
Por su parte, el Día de la Canción Criolla ya se festejaba en el Perú desde 1944.